# Foramen supraorbitale

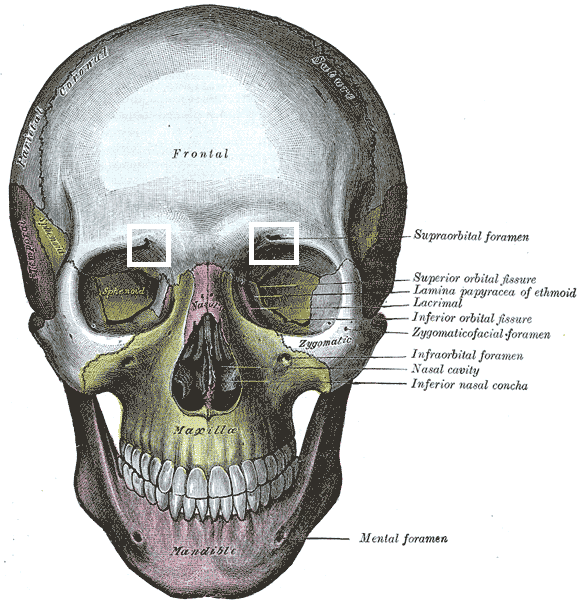
Foramina supraorbitalia

Das Foramen supraorbitale (lat. foramen, „Öffnung“; supra „über“; orbis „Kreis“) ist ein kleiner Knochenkanal im Stirnbein (Os frontale), dicht oberhalb des Orbitarandes. Es liegt über den Augenbrauen, am Übergang zwischen dem medialen und dem mittleren Drittel des Stirnbeins, 2,3–2,9 cm lateral der Mittellinie des Gesichtsschädels. Durch ihn ziehen der Nervus supraorbitalis (Augapfelnerv), dem ersten Ast des fünften Hirnnerven (V1), des Nervus trigeminus, ramus lateralis, und die Arteria und Vena supraorbitalis. Es kommt paarweise vor, über dem jeweiligen Orbitarand.

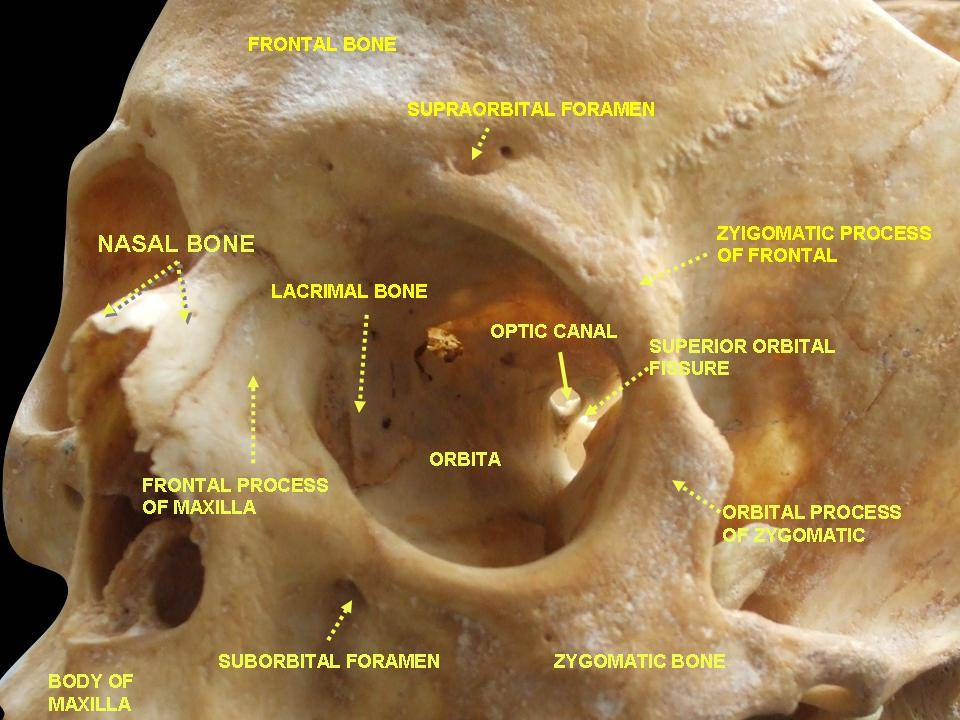
Anatomie des Gesichtsschädels

## Incisura supraorbitalis
Als anatomische Abweichung liegt statt eines Foramens lediglich eine Einziehung vor, die dann Incisura supraorbitalis genannt wird.

## Trigeminus-Druckpunkt
Das Foramen supraorbitale ist einer der Trigeminus-Druckpunkte (Valleix-Druckpunkte), die bei verminderter Reizschwelle schmerzhaft auf Druck reagieren, was symptomatisch bei einer Trigeminusneuralgie auftritt. Charakteristisch ist bei einer Trigeminusneuralgie der spontane oder getriggerte, blitzartig einschießende Schmerz im Bereich eines oder mehrerer Trigeminusäste, wobei der erste Ast selten betroffen ist.

## Leitungsanästhesie
Bei chirurgischen Eingriffen an den Gesichtsweichteilen im Bereich der Stirn wird eine Leitungsanästhesie am Foramen supraorbitale gelegt.